# Mario Moretti
Mario Moretti (Porto San Giorgio, Fermo, Italia, 1946) es un ex-terrorista italiano, fue uno de los fundadores, junto a Renato Curcio y Mara Cagol, de las Brigadas Rojas, las cuales dirigió hasta su arresto en 1981. Desde 1994 se encuentra en libertad condicional y coordina las actividades del laboratorio de informática para la Región de Lombardía. Además realizó una entrevista en español hablando sobre el secuestro y el asesinato de Aldo Moro.

## Juventud
Moretti nació en una familia católica de derecha. Sin embargo, fue una aristócrata íntimamente relacionada con el movimiento fascista, la marquesa Anna Casati Stampa, quien financió sus estudios como perito industrial y quien, en 1968, lo dotó de una carta de recomendación cuando se trasladó a Milán en busca de trabajo; la relación entre los Moretti y los Casati Stampa ha dado pábulo a interpretaciones que afirman que las Brigadas Rojas fueron un señuelo elaborado en el curso de la Operación Gladio, una organización financiada por la CIA para debilitar y desacreditar la influencia del Partido Comunista Italiano.

## Origen de las Brigadas Rojas
En Milán, Moretti obtuvo un puesto en la fábrica Sit-Siemens, donde conocería a Corrado Alunni, Giorgio Semeria y Paola Besuschio, futuros miembros de las Brigadas Rojas, en las manifestaciones obreras. Junto con ellos, se sumaría rápidamente al Collettivo Político Metropolitano dirigido por Curcio y Cagol; el grupo del CPM daría eventualmente origen al núcleo histórico de las Brigadas Rojas, constituidas poco más tarde. Junto con Corrado Simioni, Moretti abogaría desde el comienzo por la acción violenta, una estrategia a la que Curcio y Alberto Franceschini, entre otros, se opondrían vehementemente. Simioni abandonó rápidamente la organización para fundar otra, conocida como Superclan; Moretti mantendría estrechos contactos con ella durante los años siguientes.

## Liderazgo
En 1974 toda la cúpula de las BR, con la excepción de Moretti, fue apresada en una redada de la policía, lo que lo dejó a cargo de la organización. En su nueva posición, Moretti alentaría la adopción de una línea más dura; en 1975 se trasladó a Roma, desde donde planearía la campaña de primavera que concluiría en 1978 con el secuestro y posterior asesinato de Aldo Moro tras 55 días de cautiverio. Sin embargo, Moretti responsabiliza a la DC de la muerte de Aldo Moro. Durante la prisión de Moro, éste comunicó a Moretti que estaba enterado de la existencia de la Operación Gladio, entonces un bien guardado secreto que no se revelaría públicamente hasta 15 años más tarde; Moretti mantuvo el silencio en lugar de denunciar públicamente la injerencia del gobierno de los Estados Unidos en la política interior italiana, lo que avala las tesis que lo vinculan a Operación Gladio.

## Prisión
En 1981 Moretti fue arrestado y condenado a seis cadenas perpetuas; poco más tarde, sufrió una misteriosa agresión en la cárcel de Cuneo, donde se encontraba. Pese a que nunca colaboró con la investigación y mantuvo el silencio acerca de las actividades de las BR, en 1994 obtuvo la libertad condicional. 